# Préambule de la Charte canadienne des droits et libertés
Le préambule de la Charte canadienne des droits et libertés est la phrase d'introduction (préambule) de la Charte des droits et de la Loi constitutionnelle de 1982, qui font partie de la Constitution du Canada. Les principes qui y sont invoqués sont la « suprématie de Dieu » et la « primauté du droit ».
Il se lit comme suit : 

« Attendu que le Canada est fondé sur des principes qui reconnaissent la suprématie de Dieu et la primauté du droit »

— Préambule de la Charte canadienne des droits et libertés

## Interprétation
En 1982, l'année de l'entrée en vigueur de la Charte, le constitutionnaliste Peter Hogg nota que ces mots, étant un préambule, ne pouvaient pas réellement être appliqués par les tribunaux mais pouvaient en théorie aider à déterminer la façon dont les autres articles de la Charte seraient interprétés et appliqués. Dans ce cas particulier, toutefois, Hogg exprime des doutes quant à l'utilité réelle de ce préambule, notant que l'expression « primauté du droit » est « d'un flou notoire » et que la mention de la « suprématie de Dieu » est contraire à l'article 2 de la Charte, qui protège la liberté de conscience, ce qui selon Hogg inclut le droit à l'athéisme. Dans l'affaire R. c. Morgentaler (1988), la juge Bertha Wilson affirme que « ce que l'on croit en conscience, sans motivation religieuse, est également protégé par la liberté de conscience » et contraste le préambule avec l'affirmation que « les valeurs que consacre la Charte sont celles qui caractérisent une société libre et démocratique ».
En considérant l'implication juridique du préambule en 1999 dans le cadre de l'affaire R. c. Sharpe, la Cour d'appel de la Colombie-Britannique l'a qualifié de lettre morte que les juges de la Colombie-Britannique n'avaient « aucune autorité pour ressusciter »,.
La Cour suprême a pris en compte la mention de la primauté du droit dans son Renvoi sur les droits linguistiques au Manitoba (1985) en notant qu'il serait inconstitutionnel d'invalider la majorité des lois du Manitoba pour le motif qu'elles n'ont pas été promulguées dans les deux langues officielles comme l'exige la Loi sur le Manitoba ; agir ainsi serait une menace à la primauté du droit. Cela livrerait le Manitoba à un état quasiment anarchique, et la Cour suprême a défini la primauté du droit comme étant le principe selon lequel nul n'est au-dessus de la loi et que la loi doit exister puisqu'elle soutient les valeurs de la société. La Cour a ainsi confirmé l'importance du préambule de la Charte en écrivant que « le statut constitutionnel de la primauté du droit est incontestable. » Par conséquent, un délai fut accordé avant l'entrée en vigueur de l'invalidation des lois inconstitutionnelles pour en permettre la traduction.
Dans le Renvoi sur la Motor Vehicle Act (C.-B.) (1985), la Cour suprême a également jugé que la primauté du droit pouvait être définie en partie par les droits juridiques se trouvant aux articles 8 à 14 de la Charte. La Cour a noté l'importance de ces droits dans le système judiciaire. Ils ont ainsi utilisé les articles 8 à 14 pour définir la « justice fondamentale », expression ambigüe se trouvant à l'article 7.

### Autres interprétations
Le théologien Douglas Farrow écrit que bien que les tribunaux aient rejeté la notion que la mention de Dieu dans le préambule pouvait avoir un quelconque effet juridique, le préambule indique néanmoins que « le Canada ne peut être considéré comme un pays strictement laïc au sens populaire du terme. » Farrow écrit que « ou bien [le Canada] croit à l'idée que le culte divin est lié — d'une façon ou d'une autre — à un "amour des lois", et réciproquement, ou n'y croit pas. » De plus, le mot « attendu » indique que tous les articles de la Charte devraient être interprétés à la lumière du principe reconnaissant la suprématie de Dieu. Ceci inclut la « primauté du droit », qui vient après la « suprématie de Dieu » dans le préambule, et Farrow écrit que la primauté du droit « est difficile à expliquer, à interpréter, et à soutenir sans référence » à la suprématie de Dieu, puisque l'État de droit s'est développé à partir des racines religieuses au Canada.
Dans l'affaire R c. Big M Drug Mart, un juge dissident de la Cour d'appel de l'Alberta, le juge Belzil, écrit que le préambule de la Charte indique que le Canada possède un patrimoine chrétien et que les juridictions ne devaient pas utiliser le droit à la liberté de religion à l'article 2 pour éliminer certaines traditions. Sinon, la majorité canadienne perdrait certains droits, comme les lois reconnaissant la fête de Noël. Même le calendrier grégorien pourrait être menacé.

## Historique

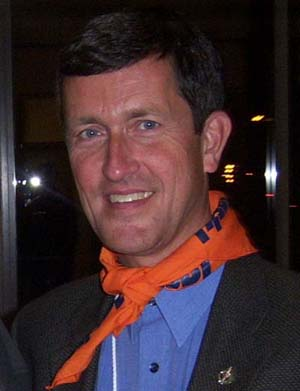
Svend Robinson en janvier 2003 à Toronto lors du congrès du Nouveau Parti démocratique.

Après une première version de la Charte, rédigée en juin 1980 et qui a duré jusqu'en septembre, et qui possédait un préambule affirmant que les Canadiens « seront toujours, avec l'aide de Dieu, un peuple libre et souverain, » la Charte ne devait pas avoir de préambule. Le préambule actuel n'est apparu pour la première fois que dans la version d'avril 1981, soit assez tardivement dans le processus. Il fut inclus bien que le Comité spécial mixte qui révisait la Constitution n'avait pas mentionné le besoin d'un préambule, et que le Premier ministre du Canada de l'époque, Pierre Trudeau, a affirmé qu'il trouvait « étrange » que certains de ses collègues voulaient une référence à Dieu dans la Charte. Trudeau aurait dit à ses députés : « Je crois que Dieu s'en fout d'être dans la Constitution ou non. » Toutefois, il y avait plusieurs critiques de la Charte, religieux et conservateurs, après sa première mouture, qui craignaient que les écoles confessionnelles et les lois sur l'avortement seraient menacées. À cette époque, les groupes religieux au Canada, comme 100 Huntley Street et l'Alliance évangélique du Canada étaient en pleine croissance et voulaient que Dieu soit reconnu dans la Constitution. Malgré les protestations du Parti libéral du Canada, qui disaient qu'un meilleur préambule pourrait être rédigé après le rapatriement et qu'il n'y avait nul besoin d'adopter le préambule proposé par le Parti conservateur, les groupes religieux ont augmenté leurs pressions. Le ministre de la Justice de Trudeau, Jean Chrétien, a affirmé que c'était le sujet principal de toutes les lettres reçues par le gouvernement au cours du processus de rapatriement.
Farrow considère le préambule comme étant le successeur (quoique beaucoup plus bref) du préambule de la Déclaration canadienne des droits de 1960, qui se lit comme suit :

« Le Parlement du Canada proclame que la nation canadienne repose sur des principes qui reconnaissent la suprématie de Dieu, la dignité et la valeur de la personne humaine ainsi que le rôle de la famille dans une société d’hommes libres et d’institutions libres ;

Il proclame en outre que les hommes et les institutions ne demeurent libres que dans la mesure où la liberté s’inspire du respect des valeurs morales et spirituelles et du règne du droit ;

Et afin d’expliciter ces principes ainsi que les droits de l’homme et les libertés fondamentales qui en découlent, dans une Déclaration de droits qui respecte la compétence législative du Parlement du Canada et qui assure à sa population la protection de ces droits et de ces libertés, »

— Préambule de la Déclaration canadienne des droits
Il existait également un autre précédent pour les références religieuses en politique canadienne : la devise nationale « A Mari usque ad Mare » est tiré du Psaume 72. Toutefois, la mention de la suprématie de Dieu dans la constitution était nouvelle. Les Actes de l'Amérique du Nord britannique n'en faisaient aucune mention, même si, comme le dit l'auteur George Egerton, « il est peu probable que les élites politiques canadiennes en 1982 avaient un dévouement aussi ferme à la suprématie de Dieu que les patriarches de 1867 » ; en effet, plusieurs visaient une plus grande séparation de l'Église et de l'État.
Politiquement, le préambule est controversé. En 1999, le député Svend Robinson, du Nouveau Parti démocratique, a proposé à la Chambre des communes du Canada que la mention de Dieu soit retirée du préambule, affirmant avoir des craintes concernant la diversité du Canada et les Canadiens qui ne partagent pas ce principe. Il fut appuyé par un millier de ses commettants qui ont signé une pétition, mais la proposition était controversée et son parti a réagi en lui retirant ses responsabilités et ses fonctions au sein du caucus. Le Nouveau Parti démocratique prend en effet ses origines dans l'évangile social.

## Impact sociologique
Le préambule est utile à certains groupes et partis politiques. Par exemple, le Parti de l'héritage chrétien du Canada cite le préambule sur la page d'accueil de leur site web ; le parti se décrit comme  « le seul parti politique fédéral pro-vie et pro-famille du Canada, et le seul parti fédéral qui appuie les principes du préambule de la Charte des droits et libertés. » Ils réutilisent également les mots du préambule dans la politique officielle du parti en affirmant que toutes les lois devraient se fonder sur ces principes ; ils affirment par conséquent que « "les droits de la personne" exprimés dans la Charte canadienne des droits et libertés peuvent uniquement être interprétés de façon légitime à la lumière de ou conjointement avec la Loi morale de Dieu. »
Les Canadiens musulmans ont également indiqué l'importance du préambule à leurs yeux. Certains ont écrit : « Au Canada les principes de la Loi islamique correspondent à des principes similaires dans la Charte canadienne des droits et libertés qui concernent : (1) la suprémation de Dieu et la primauté du droit (préambule) ; (2) la garantie des droits et libertés, (3) les libertés fondamentales, (4) les droits à l'égalité ; (5) le patrimoine multiculturel » Puisque, à leurs yeux, la loi islamique provient de Dieu, et puisque la politique multiculturelle indique que le Dieu mentionné au préambule inclut donc le dieu islamique, ils estiment que la loi islamique a donc sa place au Canada.

## Source
- (en) Cet article est partiellement ou en totalité issu de l’article de Wikipédia en anglais intitulé « Preamble to the Canadian Charter of Rights and Freedoms » (voir la liste des auteurs).